# Oakland (California)
Oakland es una ciudad situada en el Área de la Bahía de San Francisco del estado de California (Estados Unidos), unos 10 km al este de la ciudad de San Francisco. Es una ciudad étnicamente muy diversa con visibles poblaciones de asiáticos, afroamericanos, nativos del Pacífico, árabes, indígenas, indios, hispanos y mestizos. En 2020 tenía una población de 440 646 habitantes, por lo que es la octava ciudad más poblada del estado. Su nombre inglés significa robledo o robledal.

## Toponimia
El nombre de la ciudad en la época hispanomexicana fue Encinar del Temescal. Desde 1850, con la predominancia del inglés en California, se tradujo a su nombre actual.

## Demografía
- 411 755 habitantes en 2006. Las estimaciones de la oficina del censo de los EE. UU. 2005 muestran un 33,15 % de afroamericanos, 22,80 % de blancos, 1,80 % de nativos americanos, 18,20 % de asiáticos, 1,23 % de isleños pacíficos, 15,53 % de otras razas, y 7,40 % a partir de dos o más razas. Los hispanos o latinos de cualquier raza eran el 28,03 % de la población.

- La población negra aumentó del 3% en 1940 al 47% en 1980.[4]

## Geografía
| Parámetros climáticos promedio de Oakland, California | Parámetros climáticos promedio de Oakland, California | Parámetros climáticos promedio de Oakland, California | Parámetros climáticos promedio de Oakland, California | Parámetros climáticos promedio de Oakland, California | Parámetros climáticos promedio de Oakland, California | Parámetros climáticos promedio de Oakland, California | Parámetros climáticos promedio de Oakland, California | Parámetros climáticos promedio de Oakland, California | Parámetros climáticos promedio de Oakland, California | Parámetros climáticos promedio de Oakland, California | Parámetros climáticos promedio de Oakland, California | Parámetros climáticos promedio de Oakland, California | Parámetros climáticos promedio de Oakland, California |
| Mes                                                   | Ene.                                                  | Feb.                                                  | Mar.                                                  | Abr.                                                  | May.                                                  | Jun.                                                  | Jul.                                                  | Ago.                                                  | Sep.                                                  | Oct.                                                  | Nov.                                                  | Dic.                                                  | Anual                                                 |
| ----------------------------------------------------- | ----------------------------------------------------- | ----------------------------------------------------- | ----------------------------------------------------- | ----------------------------------------------------- | ----------------------------------------------------- | ----------------------------------------------------- | ----------------------------------------------------- | ----------------------------------------------------- | ----------------------------------------------------- | ----------------------------------------------------- | ----------------------------------------------------- | ----------------------------------------------------- | ----------------------------------------------------- |
| Temp. máx. abs. (°C)                                  | 25.6                                                  | 27.2                                                  | 31.1                                                  | 36.1                                                  | 40.6                                                  | 41.1                                                  | 39.4                                                  | 37.2                                                  | 42.8                                                  | 39.4                                                  | 28.9                                                  | 23.9                                                  | 42.8                                                  |
| Temp. máx. media (°C)                                 | 14.5                                                  | 16.4                                                  | 17.7                                                  | 19.1                                                  | 20.4                                                  | 21.9                                                  | 22.2                                                  | 22.8                                                  | 23.4                                                  | 22.1                                                  | 18.1                                                  | 14.6                                                  | 19.4                                                  |
| Temp. mín. media (°C)                                 | 6.8                                                   | 8.2                                                   | 9.2                                                   | 10                                                    | 11.5                                                  | 12.8                                                  | 13.4                                                  | 14.2                                                  | 13.9                                                  | 12.4                                                  | 9.5                                                   | 7.1                                                   | 10.8                                                  |
| Temp. mín. abs. (°C)                                  | -1.1                                                  | -1.7                                                  | 1.1                                                   | 2.8                                                   | 6.1                                                   | 8.9                                                   | 10.6                                                  | 10                                                    | 8.9                                                   | 6.1                                                   | 2.2                                                   | -3.3                                                  | -3.3                                                  |
| Lluvias (mm)                                          | 119.6                                                 | 114.3                                                 | 86.1                                                  | 36.1                                                  | 19.6                                                  | 3                                                     | 0                                                     | 1.5                                                   | 6.4                                                   | 34.8                                                  | 73.4                                                  | 113.8                                                 | 608.6                                                 |
| Días de lluvias (≥ 0.01 in)                           | 10.8                                                  | 10.5                                                  | 10.6                                                  | 5.9                                                   | 3.4                                                   | 1.0                                                   | 0.1                                                   | 0.4                                                   | 1.2                                                   | 3.6                                                   | 7.9                                                   | 10.4                                                  | 65.8                                                  |
| Fuente: NOAA (extremes 1970–presente)                 |                                                       |                                                       |                                                       |                                                       |                                                       |                                                       |                                                       |                                                       |                                                       |                                                       |                                                       |                                                       |                                                       |

- Altitud: 12 metros.
- Latitud: 37° 48' N
- Longitud: 122° 15' O

## Deportes
Oakland tenía un equipo de las Grandes Ligas de Béisbol, los Oakland Athletics, desde la temporada 1968. Por su parte, los Oakland Raiders de la NFL han jugado allí desde 1962 hasta 1981, y luego de 1995 a 2020 cuando el equipo se mudó a Las Vegas Nevada debido a la falta de un estadio moderno en Oakland. Ambos equipos compartían el Oakland-Alameda County Coliseum. Por otra parte, los Golden State Warriors de la NBA jugaron en Oakland desde 1971, en concreto en el Oracle Arena, hasta su mudanza a la ciudad vecina de San Francisco en 2019.
En 2023 el equipo Oakland Athletics confirmó su mudanza a Las Vegas luego de no llegar a un acuerdo con la ciudad para la construcción de un nuevo estadio en la terminal Howard, con este hecho Oakland ha perdido todos sus equipos deportivos profesionales en un lapso de 5 años.

## Transporte

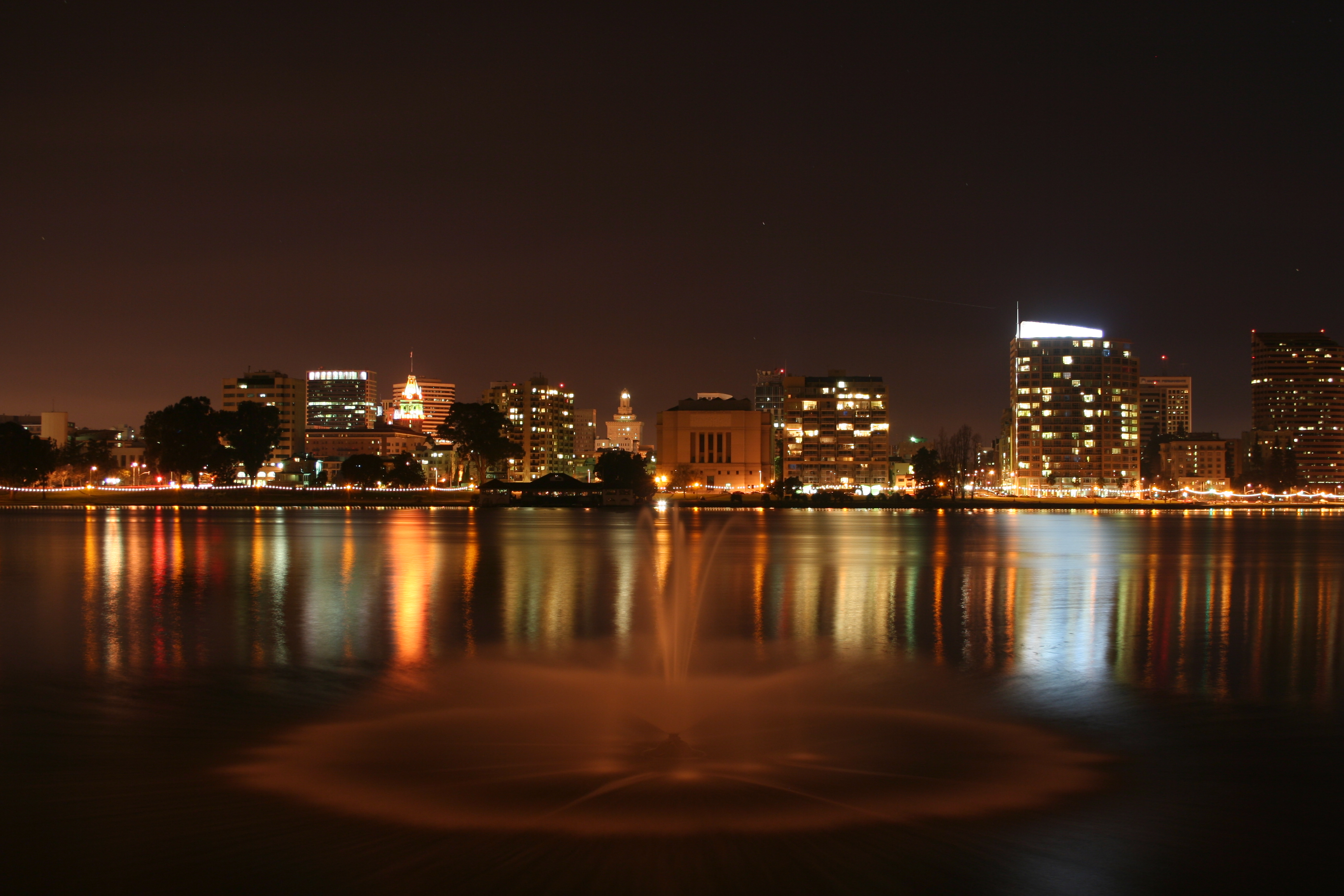
Vista nocturna del centro de la ciudad

Oakland tiene servicio de autobuses (AC Transit) locales, rápidos, y trans-bahía, un servicio de metro (BART), así como varias flotas de taxi y un servicio de ferry a San Francisco.
El puerto de Oakland se fundó en 1927 y es el quinto de mayor carga de contenedores en Estados Unidos.

### Autopistas
Oakland se conecta al resto del Área de la Bahía por varias autopistas interestatales. Las autopistas interestatales más importantes de la ciudad de Oakland son 80, 580, 880, 238, y 980. El Puente de la Bahía Oakland-San Francisco es el puente que conecta las ciudades de Oakland y San Francisco (Interestatal 80), por ahí pasan miles de conmutadores cada día, desde las áreas residenciales de East Bay a los centros de trabajo de San Francisco.

### Aeropuerto
El Aeropuerto de Oakland de la Bahía de San Francisco es un hub regional de Southwest Airlines, aunque cuenta con vuelos internacionales limitados, predominantemente a México y Canadá. El BART provee el sericio al aeropuerto de Oakland y al Aeropuerto Internacional de San Francisco.

## Educación
El Distrito Escolar Unificado de Oakland gestiona las escuelas públicas.
La Biblioteca Pública de Oakland gestiona las bibliotecas públicas.

## Ciudades hermanas
- Agadir (Marruecos)[7]
- Đà Nẵng (Vietnam)
- Callao (Perú)
- Dalian (China)
- Fukuoka (Japón)
- Estación Central (Chile)
- Funchal (Portugal)
- Najodka (Rusia)
- Ocho Ríos (Jamaica)
- Sekondi-Takoradi (Ghana)
- Santiago de Cuba (Cuba)
- Kawasaki (Japón)
- Benin City (Nigeria)